# Baryscapus coerulescens
Baryscapus coerulescens is een vliesvleugelig insect uit de familie Eulophidae. De wetenschappelijke naam is voor het eerst geldig gepubliceerd in 1898 door Ashmead.